# Barraca del Fondo del Cego
La Barraca del Fondo del Cego és una barraca de vinya de Calafell (Baix Penedès) protegida com a Bé Cultural d'Interès Local.

## Descripció
Barraca de pedra seca de planta quadrangular amb els cantons arrodonits, d'un sol espai, amb una porta rectangular, amb llinda, situada a la cara sud. A la part superior de la porta hi ha un pegat de morter de calç amb el que sembla una lletra C incisa. En part aprofita el desnivell del terreny. La coberta és una volta cònica -o falsa cúpula- feta amb la superposició de filades de lloses planes, formant anells, el radi dels quals va decreixent progressivament. Actualment, bona part de la volta està enderrocada. A l'interior, al mur oest, hi ha una petita fornícula rectangular.
Murs i volta realitzats amb peces irregulars de pedra unides en sec amb l'ajut de falques, també de pedra, de dimensions més petites. Els murs tenen un rebliment de predruscall.